# Enrique I de Champaña

Francia hacia 1180: el Condado de Champaña queda en la parte superior derecha, el Condado de Blois y de Sancerre, a la izquierda y al sur de los dominios reales de París.

Enrique I de Champaña (Vitry, diciembre de 1127-Troyes, el 16 de marzo de 1181), conocido como Enrique el Liberal, fue conde de Champaña entre 1152 y 1181.

## Biografía

### Aprendizaje

#### Infancia
Era el primogénito de Teobaldo II de Champaña y IV de Blois y de su esposa, Matilde de Carintia y se le menciona por primera vez en un documento de 1132, realizado por su padre y el prior de Sainte-Foy de Coulommiers. Parece acompañar desde muy joven a sus padres en la tareas del gobierno condal. Desde 1134, su padre lo asocia al poder y comienza a dar su consentimiento sobre los documentos firmando con una cruz. Firma con su propio sello en 1145 por primera vez y ese mismo año realizará ya su primer documento. Durante su juventud, Enrique trató notablemente con Bernardo de Claraval, doctor de la Iglesia y reformador de la Orden del Císter, un amigo cercano de su padre, y probablemente su tío Esteban de Inglaterra, que fue rey de Inglaterra desde 1135 hasta 1154.

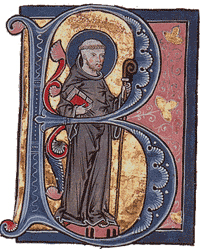
Bernardo de Claraval, amigo cercano de Teobaldo II y Enrique de Champaña. Inicial iluminada en un manuscrito del.

#### Compromiso
En 1143, su padre, temiendo una guerra con el rey de Francia Luis VII el Joven, buscó nuevos aliados. Con este fin, negocia con Teodorico de Alsacia, conde de Flandes, el compromiso entre su hija Laurette y Enrique, así como las de una hermana de Enrique con Yves de Neslé, conde de Soissons. Sin embargo, ninguno de estos matrimonios tuvo lugar, tal vez debido al parentesco, de acuerdo, con lo defendido por el rey, o de acuerdo con una condición de paz entre el rey y el conde que habría sido renunciado a estas alianzas.
Sin embargo, otro proyecto se forma rápidamente y que parece aún más rentable para el joven príncipe. Desde la firma del Tratado de Vitry, la paz había regresado entre Teobaldo II y Luis VII, y el joven Enrique estaba comprometido con María de Francia, hija del rey y Leonor de Aquitania. La pareja real todavía no tenía hijos varones, siendo María, por lo tanto, presunta heredera de Guyena y Poitou, y por lo tanto es un fuerte partido muy deseado.
Luis VII primero había querido fanático de su hija a Enrique Plantagenet, futuro rey de Inglaterra, hijo de Godofredo V de Anjou, conde de Anjou y Maine, y Matilde de Inglaterra, condesa de Anjou, duquesa de Normandía. Pero Bernard de Clairvaux se opuso a este proyecto debido a la consanguinidad entre las dos partes y Louis VII, por lo tanto, abandonó esta idea.
Marie estaba comprometida con Enrique. Sin embargo, dada la edad de la niña, el matrimonio tuvo lugar mucho más tarde. Se desconoce la fecha exacta de este nuevo compromiso, pero probablemente fuera previamente a la partida de Enrique hacia Tierra Santa, alrededor de 1147.

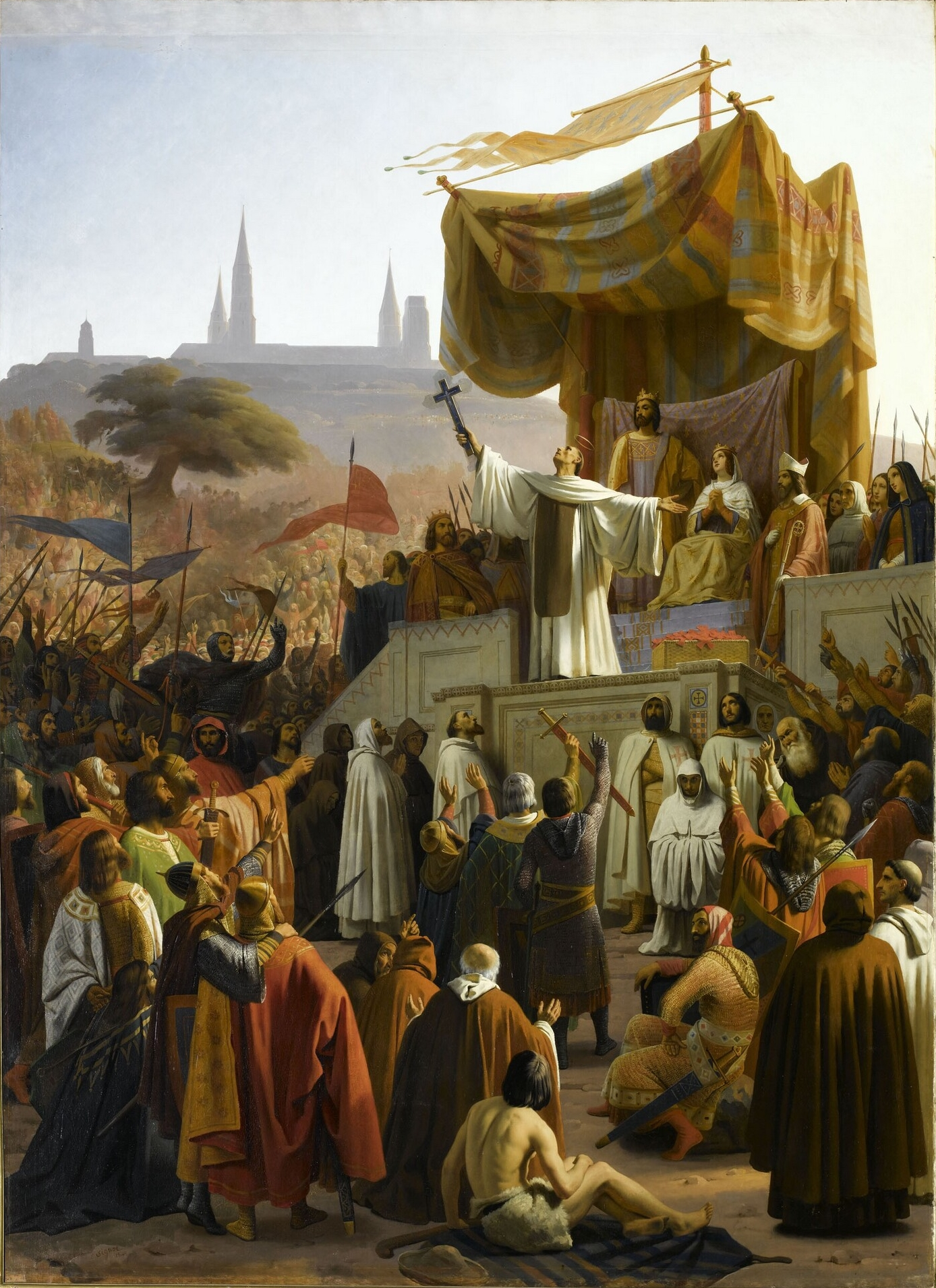
Émile Signol, San Bernardo predica la segunda cruzada, 1840, Versailles, Museo de Historia de Francia.

#### Partida hacia Tierra Santa
Después de la caída de Edesa en 1144, el papa Eugenio III, antiguo monje de Claraval y discípulo de San Bernardo, lanzó la segunda cruzada en diciembre de 1145. Bernardo predica esta cruzada el 31 de marzo de 1146, Día de Pascua, en Vézelay, en presencia del rey Luis VII el Joven y la reina Leonor de Aquitania.
Al igual que su rey y su reina, así como muchos otros nobles o obispos, el joven Enrique decide tomar la cruz. Enrique, que aún no había sido denominado, se va con una carta de San Bernardo dirigida al emperador bizantino Manuel I Comneno pidiéndole que fuera amablemente armado caballero, el joven príncipe, que aceptará ser el basileo en Constantinopla.
Todos los cruzados franceses se encuentran en Metz, un lugar de partida de la cruzada, en junio de 1147, y tomaron el camino de la tierra a través de la diócesis de Tréveris en Alemania.
En el camino a Edessa, Enrique es uno de los sobrevivientes de la derrota sufrida en la batalla del desfiladero de Pisidia el 9 de enero de 1148. Los cruzados son acosados por los turcos Selyúcidas, pero Enrique está particularmente ilustrado en la batalla a orillas del río Menderes.

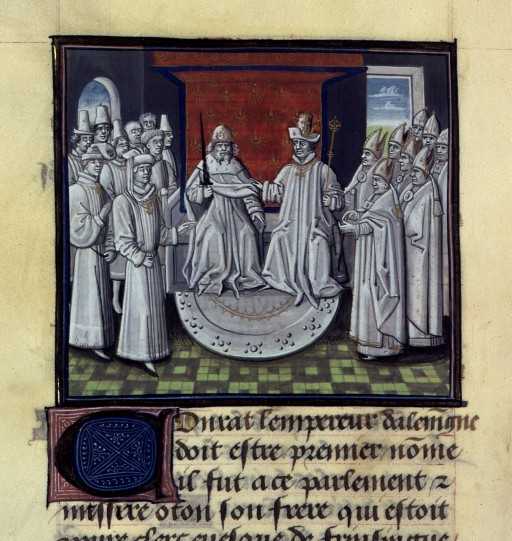
Concilio de Acre.

Enrique luego acompañó al rey Luis VII a Antioquía el 19 de marzo de 1148 y luego en Jerusalén. El 24 de junio de 1148, estaba en el Concilio de Acre para definir el mejor objetivo de la cruzada. Luego participó en el asedio de Damasco el 24 de julio de 1148, que es una gran derrota de los cruzados y que lleva al desmantelamiento de la cruzada. Sin embargo, Enrique se cubre allí de gloria y se gana la estima de su rey.
A petición de su padre, intermediando San Bernardo, Enrique regresó de la cruzada antes que Luis VII y comenzó su viaje de vuelta a finales de 1148 y principios de 1149.
Durante su viaje de regreso, mientras cruzaba una tormenta particularmente violenta en el mar, Enrique hizo un voto a San Nicolás que si pudiera volver a su país, crearía un capítulo de tres canónigos en la Iglesia de Pougy, lo cual realizó cinco años después, el 8 de abril de 1154. A esta liberalidad, el señor de Pougy Eudes y sus hermanos Manassès y Renaud agregaron otros dos canónigos y otras donaciones.

#### Regreso a Champaña
Henri está de regreso en el condado de Champaña para mediados del año 1148. Como caballero, su padre le da un infantado con los señoríos de Vitry y de Bar-sur-Aube.

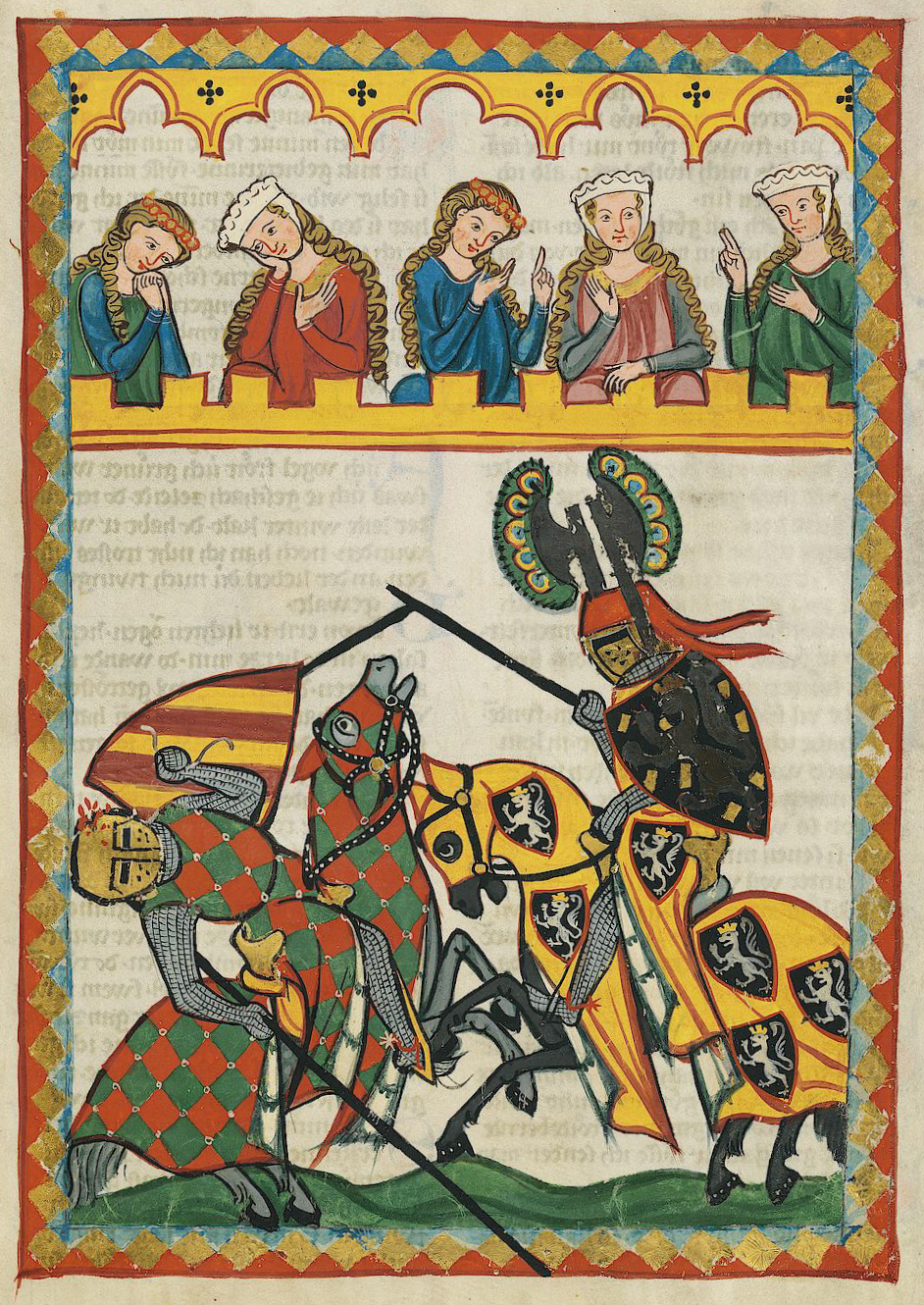
Representación de una justa medieval.

Al igual que muchos jóvenes nobles de esa época, Enrique participa voluntariamente en diversos torneos, aunque la Iglesia tenía prohibidas estas prácticas. Bernardo de Claraval intentó evitar un torneo organizado por Enrique y Roberto I de Dreux, hermano del rey Luis VII el Joven.
A principios de 1152, la muerte de su padre Teobaldo II asciende de Enrique al condado de Champaña. Entre sus queridos hermanos, Teobaldo hereda los condados de Blois, Chateaudun y Chartres, mientras que Esteban obtiene el condado de Sancerre. El más joven de los cuatro hermanos, Guillermo, dirigirá una carrera eclesiástica y será obispo de Chartres, arzobispo de Sens y luego arzobispo de Reims.

### Conde de Champaña
A la muerte de su padre, Enrique decidió quedarse con Champaña, dejando las propiedades más antiguas de la familia (Blois, Chataudun, Chartres y Sancerre) a sus hermanos menores. En su época, esto pudo haber sido sorprendente, ya que estos territorios eran más ricos y estaban más desarrollados. Enrique posiblemente previó las posibilidades económicas de Champaña y durante su gobierno el condado se situó como uno de los condados más ricos y poderosos de Francia.

#### Guerra contra Plantagenet
Como un nuevo conde, uno de los primeros actos políticos de Enrique es apoyar al Rey Luis VII de Francia contra Enrique II de Inglateerra en el conflicto entre los capetos y Plantagenet.
Además de las leyes feudales que obligaron a los vasallos a defenderse por las armas su soberano, Henri también está comprometido con la hija de Luis VII. Del mismo modo, Enrique II ha estado en guerra durante mucho tiempo con Esteban de Blois, su predecesor del trono de Inglaterra y tío de Enrique. Además, Enrique II se negó a rendir homenaje por la ciudad de los Tours a Teobaldo, conde de Blois, hermano y vasallo de Enrique.
Después del día San Juan (24 de junio) del año 1152, Luis VII y Enrique, acompañados por Eustaquio IV de Boulogne (hijo de Esteban de Inglaterra y, por lo tanto, primo de Enrique), Roberto de Dreux (hermano del rey de Francia) y Godofredo VI de Anjou (tío de Enrique Plantagenet, quien se considera afectado por su herencia), concurren en Normandía y Anjou, con la intención de compartir sus conquistas entre los cinco. Asedian de Neuf-Marché, pero Enrique Plantagenet regresa para defender su ciudad y los sitiadores deben retirarse después de firmar una tregua.
Al año siguiente, Luis VII los vuelve a convocar en Normandía y toman Vernon y Neuf-Marché antes de volver a firmar una nueva tregua, donde una de las condiciones era la restitución de estas dos ciudades, y tampoco no sabemos si el conde Enrique lo acompañó.

Mapa de la antigua provincia de Champaña, France, mostrando las comunas con base en la actual división administrativa.

#### Guerra con su hermano Esteban de Sancerre
Gracias a la intervención de Enrique, uno de sus caballeros más fieles, Anseau de Trainel, que lo había acompañado en Tierra Santa, estaba prometido en 1153 con Alix (o Mathilde), hija de Godofredo III de Donzy, cuyos feudos eran vecinos de Champaña. El matrimonio se proyectó para una fecha posterior, probablemente debido a la joven edad de la dama, y Anseau y Enrique regresaron a casa. Luego, Esteban I de Sancerre, hermano menor de Enrique, solicita a Godofredo III de Donzy la mano de su hija, aceptando a pesar del compromiso anterior e incluso fijó una dote más importante que para el señor de Trainel.
Una vez informado de la situación, aquél apela al conde de Champaña que está indignado personalmente por su hermano y vasallo que viola un tratado que él mismo ratificó. Anseau estaba acompañado en su petición por Hervé de Donzy, hijo de Godofredo III, porque creía que su padre dilapidaba sus tierras en la dote de su hermana. Enrique lleva el caso ante el rey de Francia Luis VII. Luego, el rey dirige un ejército con el conde de Champaña, Teobaldo V de Blois, Anseau de Tranel y Hervé de Donzy y se asocian tras tomar Saint-Acanan donde están Esteban de Sancerre y su esposa. Este último es obligado a aceptar un acuerdo amistoso. Debe restaurar la dote de su mujer a su hermano, Hervé de Donzy, y Anseau de Trainel mantiene la dote que inicialmente había negociado con Godofredo III de Donzy. Sin embargo, el matrimonio entre Esteban de Sancerre y Alix de Donzy, se había hecho públicamente y consumado, pudieron permanecer juntos.

#### Papel de árbitro
Una vez que la corona del condado está asentada, Enrique sirve como árbitro para las grandes figuras de su mundo.
En 1152, el Papa Eugenio III, antiguo monje de la Abadía de Clairvaux, le pidió que interviniera para resolver una disputa entre el abad de Vézelay y los burgueses de la ville. En 1152, la Anastasio IV, sucesor de Eugenio III, hará le pedirá lo mismo.
En 1155, fue nombrado por el rey de Francia Luis VII como juez por una disputa entre el obispo de Soissons y el cabildo de canónigos.
Enrique no juega un gran papel durante unos cinco años, lo que se considera un enfriamiento entre él y el rey, el cual todavía no se casa con su dama, aunque estaba prometido desde 1147. El acercamiento de su hermano Teobaldo, conde de Blois, y Enrique II de Inglaterra probablemente también fue una causa de este enfriamiento. Teobaldo incluso participó en una expedición inglesa contra la ciudad de Agen.

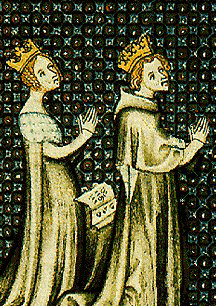
Adela de Champaña y Luis VII en un miniado del.

#### Cuñado del rey de Francia
Teobaldo V de Blois, hermano menor de Enrique, se acerca a Enrique II de Inglaterra. En diciembre de 1158, cedió al rey inglés Amboise y Fréteval, con la mediación de Luis VII, reconciliado momentáneamente con el rey de Inglaterra. Pero en 1159, se reanudó el conflicto entre los dos reyes, y Teobaldo estaba en el campamento inglés durante un ataque contra Agen.
Pero en 1160, un evento cambiará las lealtades. El 4 de octubre de 1160, la reina de Francia Constanza de Castilla murió. Muy rápidamente, el rey Luis VII busca nuevas alianzas y se casó el 13 de noviembre de 1160 Adela de Champaña, hermana de Enrique I, conde de Champaña, Teobaldo V, Conde de Blois, Chateaudun y Chartres, y Esteban I, conde Sancerre. Por lo tanto, los tres hermanos están en el frente común bajo el estandarte del rey de Francia y tienen sus preparativos de guerra para apoyar a su soberano.

#### Cisma del cristianismo
En 1159, a la muerte del papa Adriano IV, Alejandro III fue elegido como un sucesor. Sin embargo, algunos obispos no reconocen este resultado y proclaman a Víctor IV como papa (candidato apoyado por el emperador Federico Barbarroja), quien toma militarmente posesión de Roma y obliga a Alejandro III a huir a Francia.
Luis VII, que apoya a Alejandro III, encarga a Manassès de Garlande, obispo de Orleans, de encontrar a Enrique para negociar con Federico Barbarroja y para juzgar la validez de las elecciones pontificias, con la promesa de ratificar todos los acuerdos que el conde tomara.
Enrique, que posiblemente estaba emparentado con Víctor IV por su madre Matilde de Carintia, se encarga de encontrarse con el emperador, pero es posible que previamente hubiera tenido una entrevista en la que había preparado el papel que quería en beneficio del antipapa Víctor, abusando del rey de Francia.

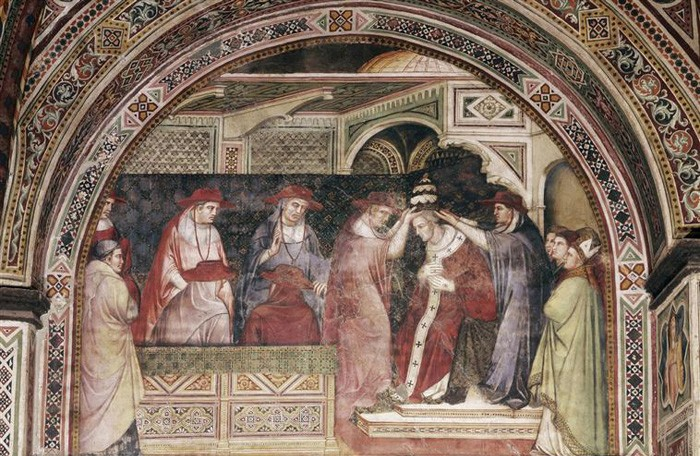
La coronación de Alejandro III, episodios de la vida del papa.

En 1162, tuvo lugar una primera reunión en los límites del Sacro Imperio Romano Germánico y Francia a fin de elegir árbitros entre el clero y entre los barones, tanto franceses como alemanes, para evaluar la validez de la elección de los dos papas. El conde Enrique se aporta garantía en la ratificación de este juicio por parte del rey de Francia, y se ofrece personalmente como rehén del emperador en caso de que el rey rechace el veredicto además de rendir homenaje por los feudos que tiene del rey de Francia.
El 29 de agosto de 1162 tuvo lugar en Saint-Jean-de-Losne la reunión entre el rey de Francia y el emperador alemán acompañado por Víctor IV. Pero como Alejandro III se negó a venir (probablemente por temor a caer en manos del emperador, así como por la inconveniencia de someterse a un juicio), Federico Barbarroja le pide al rey que se someta al antipaa y a Enrique que se someta a su juramento de ser prisionero. Luis VII, que no estaba informado de esta última resolución, se informa a través del intermediario de Enrique y pide posponer la entrevista de tres semanas dejando al duque de Borgoña, el conde de Flandes y el conde de Nevers como garantía ante el Emperador.
El 22 de septiembre de 1162, Luis VII, Alejandro III y Enrique regresaron a Saint-Jean-de-Losne, pero el emperador no viene. Solo al mediodía su canciller Rainald von Dassel, arzobispo de Colonia, quien anuncia que solo los prelados sujetos al Imperio Romano tienen calidad para ser jueces de la validez de la elección del papa, y que los obispos y el clero que acompañan al rey se presente solo a título de amigos y aliados. Luis VII, considerando la palabra del emperador rota se declara libre de su palabra.
Por la noche, el emperador apareció pero enfrentado a la ausencia del rey envió una embajada para buscarlo en Dijon. Luis VII se negó a escucharlo y el emperador declaró sus compromisos cumplidos y los del rey violados. Hizo amenazas de guerra y requirió a Enrique para que mantuviera su juramento. Las amenazas de guerra quedan sin efecto, pero Enrique, creyendo que está vinculado (y tal vez manteniendo el apoyo a la causa del antipapa), se entrega prisionero al emperador. Por su libertad, rindió homenaje al emperador de nueve castillos del condado de Champaña: Bourmont, Dampierre-le-Château, Possess, Reynel, La Fauche, Gondrecourt, Cernay-en-Dormois, Raucourt y Belrain.
Después de estos sucesos, parece que Enrique se quedó en buen situación con Luis VII (están juntos en Châlons en 1163) y Federico Barbaroja, pero se negó a visitar al papa Alejandro III, que vivía en Sens y fue su vecino desde el 30 de octubre de 1163 al 4 de abril de 1165. Enrique también parece estar a favor de Pascual III, sucesor de Víctor IV.
Hacia el final de 1164, Enrique se encontró una vez más a Federico Barbarroja para hacerse cargo de las negociaciones iniciadas en Saint-Jean-de-Losne y luego se fue a París para hablar con el rey, pero en vano.

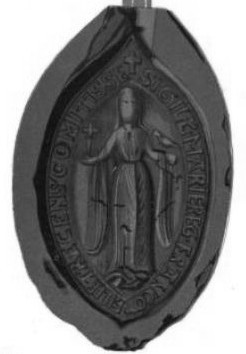
Sello de María de Francia, condesa de Champaña.

#### Boda con María de Francia
En 1164, se casó con María de Francia, hija de Luis VII y Leonor de Aquitania, con quien se había prometido después de casi diecisiete años y con quien tendrá cuatro hijos.
Alrededor del mismo período, su hermano Teobaldo, conde de Blois, Châteaudun y Chartres, se casó con Alix de Francia, hermana de María y, por lo tanto, también hija de Luis VII y Leonor de Aquitania. Pero el conde Enrique no asiste al matrimonio de su hermano y su cuñada.

#### Sucesión en el ducado de Borgoña
En 1162, el duque de Borgoña, Odón II, murió, dejando la regencia del ducado a su esposa María de Champaña, hermana del conde Enrique, que también era tutor de su hijo Hugo III de Borgoña, de unos catorce años y, por lo tanto, demasiado joven para gobernar.
Pero alrededor de 1163, Hugo, bajo los impulsos de varios de sus barones, se enfrenta con su madre para que le libere de su tutela. Alrededor de abril de 1165, María fue convocada a la corte y privada de su dote, y por lo tanto se vea obligada a pedir la ayuda del rey Luis VII de Francia, que convoca a la madre y al hijo para hacer justicia, pero este no responde a la cita.
Después de varias advertencias que permanecen sin respuesta, el monarca comienza a hacer sus preparativos de guerra. Hugo III luego hace una alianza con el emperador del Sacro Imperio Romano Federico Barbarroja, que entonces envía el conde de Champaña Enrique para servir como mediador entre el rey y el duque. Enrique parece haber logrado restaurar la paz entre Hugo y su madre, sin necesidad de recurso armado del rey de Francia o el emperador germánico.

#### Apoyo a Tomás Becket
Perseguido por Enrique II de Inglaterra, el arzobispo de Canterbury, Tomás Becket se ve obligado a huir de Inglaterra en 1164 y se dirige a Sens a pedir la ayuda del papa. Permanece durante casi dos años en la abadía de Pontigny hasta que las amenazas de Enrique en 1166 le obligan a dirigirse de nuevo a Sens donde permaneció en la abadía de Sainte-Colombe de Saint-Denis-lès-Sens.
Al igual que el rey Luis VII, el conde Enrique demuestra una viva simpatía hacia el arzobispo exiliado. Recibe del papa Alejandro III una carta agradeciéndole por su simpatía hacia Thomas Becket y exhortándolo a continuar apoyándolo.
El conde Enrique también tiene durante este período una correspondencia con Juan de Salisbury, secretario, amigo y compañero del exilio de Tomás Becket y futuro obispo of Chartres, y que residió sucesivamente en la Abadía de Montier-La-Celle y luego en la Abadía de Saint-Remi de Reims, cuyo abad era Pierre de Celle.

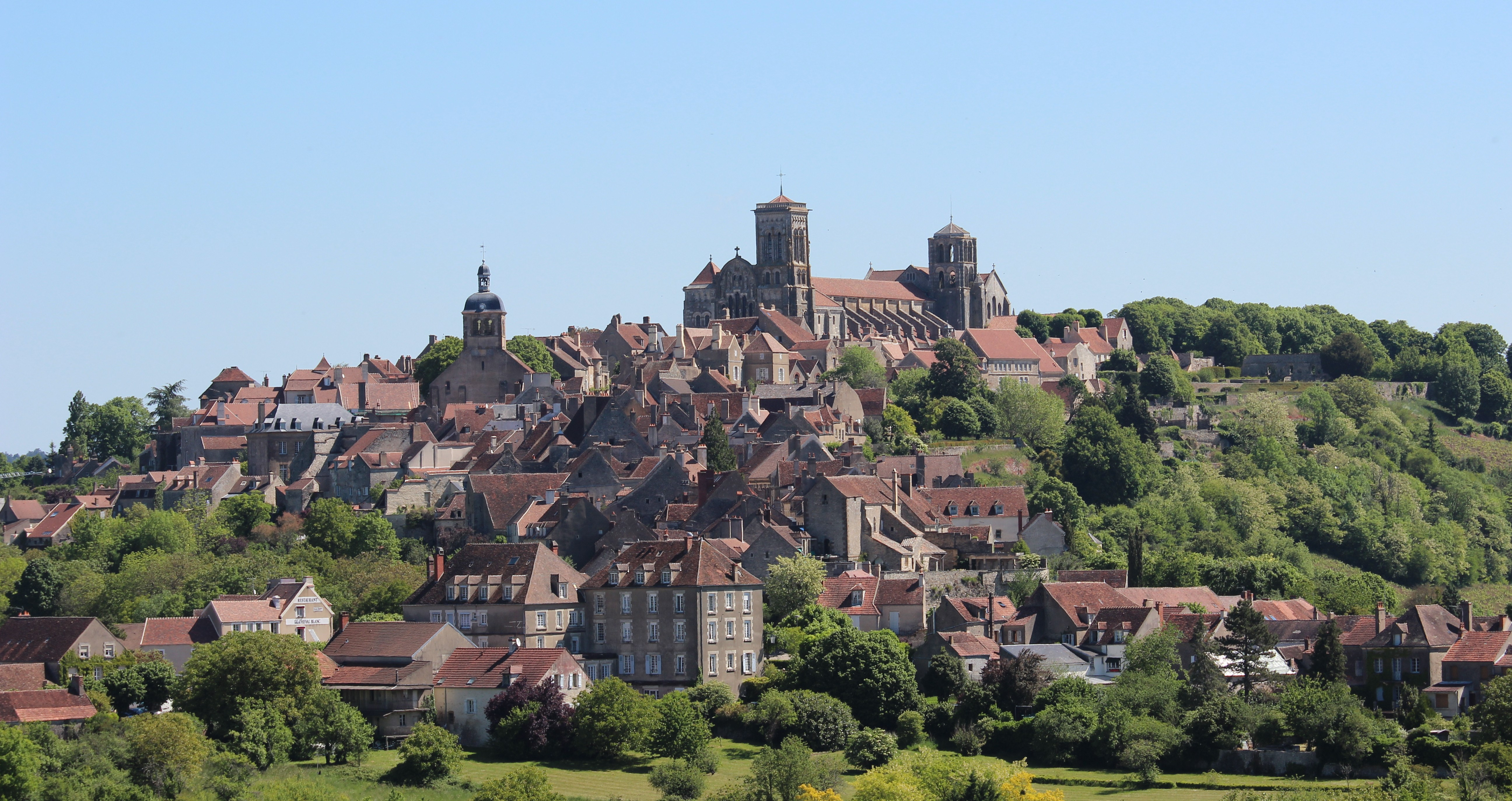
Vézelay

#### Segundo asunto de Vézelay
En 1165, Guillaume IV de Nevers, conde de Nevers, Auxerre y Tonnerre, tuvieron una disputa con la abadía de Vézelay y su abad Guillermo de Mello. El 25 de noviembre de 1165, Guillermo de Nevers ingresó a Vézelay a la cabeza de un ejército y confiscó la propiedad y los ingresos de la abadía. Los monjes huyeron y llevaron el caso ante el rey francés Luis VII.
Mientras el rey comienza a reunir sus huestes, el conde Enrique y su hermano Teobaldo, el conde de Blois, Châteaudun y Chartres, apoyados por Anseau de Trainel, son llevados como mediadores entre el conde de Nevers y el abad de Vézelay recibiendo las felicitaciones y el aliento del rey. Pero el conde de Nevers rechaza el arbitraje de los dos hermanos, así como el monto de la compensación financiera que le habían ordenado pagar en compensación en la abadía. El rey se irrita con él y convocó a su ejército en Sens. Asustado, Guillermo de Nevers, envía a Guillermo de Dampierre, condestable de Champaña, solicitando su perdón. Luego, el rey designó a su hermano Enrique de Francia, arzobispo de Reims, y el conde Enrique para arbitrar y poner fin a esta disputa.

#### Nuevas negociaciones con el emperador
A finales de 1167 o principios de 1168, el conde Enrique fue enviado nuevamente de embajador ante al emperador del Sacro Imperio Germánico, Federico Barbarroja, que se encontraba en Italia tras su derrota en Roma, viendo a su ejército arruinado por el hambre y la enfermedad y debiendo de enfrentarse a la Liga Lombarda. Iba para negociar el matrimonio del hijo del rey de Francia Luis VII, Felipe Augusto, entonces de unos dos años, con la hija del emperador, Sofía. Enrique tenía puesto el corazón en la realización de este proyecto, pero la iglesia lo veía con preocupación y ejerció fuertes presiones para hacerlo fracasar. El proyecto de matrimonio se reanudó cinco años después, no sabemos si Enrique era parte de las negociaciones, pero fracasará definitivamente.
En 1171 o 1172, el conde Enrique se desempeñó una vez más como embajador de Luis VII ante Federico Barbarroja, entre Toul y Vaucouleurs, donde los dos monarcas se comprometieron a cazar en sus tierras y en las de sus barones, ubicados entre el Rin, los Alpes y la ciudad de París, a todos los mercenarios, bribones o gentes armadas, a excepción de aquellos que se habían casado en el país o que habían contraído un compromiso de vida con un barón. Entre los muchos señores presentes, estaba el conde Enrique con el que el rey decidió jurar en su nombre la observación del tratado.

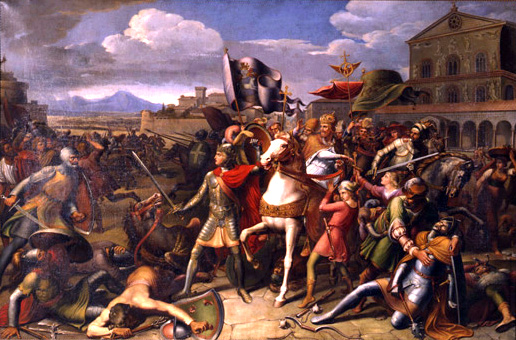
Enrique el León luchando junto a Federico Barbarroja contra los rebeldes romanos en 1155

#### Lucha con el obispado champañés
La hostilidad del conde Enrique hacia el papa Alejandro III, al que todo el clero francés reconocía como cabeza de la Iglesia, repercutió en sus relaciones con los obispos de sus dominios.
Además de la elección de este Papa, también atacó la legitimidad de la elección de Guy de Dampierre, hijo de Guy I, señor de Dampierre, de Saint-Dizier y de Moëslains así como vizconde de Troyes, y Helvide de Baudement, elegido en 1162 para el obispado de Chalons y que murió al año siguiente, sin haber podido ser consagrado.
Tuvo conflictos con Godofredo de La Roche-Vanneau, obispo de Langres, así como con su sucesor Gauthier de Borgoña, hijo de Hugo II, duque de Borgoña. Gauthier presentó una denuncia ante el rey francés Luis VII el Joven. Este último, que iba a encontrarse con el rey de Inglaterra Enrique II en Gisors el 11 de abril de 1165, convocó a ambas partes a dictar sentencia en presencia de un gran número de barones. El conde Enrique se negó a ir allí, creyendo que no tenía tiempo para consultar a sus barones dada la gravedad de la situación.
Alrededor de 1165 , tuvo una disputa con el obispo de Meaux,  Esteban de la Chapelle. Para hacerle daño, Enrique mandó hacer en metal de mala calidad denarios similares a los de la ciudad de Meaux, donde el derecho de acuñar monedas pertenecía al obispo. Cuando fue de conocimiento público, los denarios de Meaux eran aceptados a un precio más bajo, o incluso rechazados. Enrique tuvo que admitir sus ardides y jurar con la mano sobre las reliquias respetar los derechos del prelado. Los tres señores Anseau II de Traînel , Eudes de Pougy y Hugo III de Plancy también prestaron juramento y fueron fiadores del conde.
Enrique también tuvo una acalorada lucha con el arzobispo de Reims, Enrique de Francia, antiguo monje de la abadía de Claraval, hermano del rey francés Luis VII el Joven y gran partidario del papa Alejandro III. 1167, este último provocó la cólera de los habitantes de Reims a causa de la introducción de un nuevo impuesto. Los habitantes se levantaron, tomaron la ciudad y arrojaron fuera de las murallas a los oficiales y amigos del arzobispo. El prelado pidió ayuda a su hermano Luis VII el Joven, mientras los habitantes buscaban la ayuda del conde Enrique. Este último se negó a intervenir y aconsejó a la gente de Reims que se sometiera al rey, que hizo arrasar cincuenta casas como castigo. En 1168, Enrique confirmó los derechos del priorato de Aulnoy de la orden de Grandmont.
Unos años más tarde, el arzobispo de Reims quiso asegurar el camino entre Reims y Châlons que estaba infestado de bandoleros que se habían refugiado en la fortaleza de Sempigny. Enrique de Francia reunió un ejército y arrasó esta fortaleza. Para defender este camino, construyó el castillo de Sept-Saulx, no lejos de Sempigny, así como los de Courville, Cormicy, Chaumuzy, Bétheniville además del de Reims. El pueblo de Sept-Saulx dependía de la Abadía de Saint-Remi de Reims. Pierre de Celle, abad de Saint-Remi, dio su consentimiento para el establecimiento de esta ciudadela, pero el conde Enrique afirmó que el arzobispo no tenía derecho a levantar una construcción militar tan cerca de los dominios del condado de Champaña. Además, al mismo tiempo, el arzobispo amenazó con la guerra a Guermond de Châtillon, señor de Savigny y vasallo del conde de Champaña.
Comenzó la guerra entre los dos Enrique, arzobispo y conde, sin que se supiera cuál inició las hostilidades. Los ejércitos del conde, acompañados de mercenarios de las colinas, entraron en los dominios del palacio arzobispal y saquearon, matando a hombres y mujeres o haciéndolos prisioneros, solo para liberarlos a cambio de un rescate. Se quemó una iglesia con treinta y seis desdichados que se habían encerrado allí. El arzobispo respondió a este exceso dictando una sentencia de excomunión contra el conde, pero no la publicó. El conde Enrique propuso una tregua que el arzobispo aceptó con tres condiciones: que no resultara en el levantamiento de la excomunión; que se mantendría el statu quo; y que el botín tomado sería devuelto. Una vez expiró la tregua, no habiendo sido devuelto el botín, el prelado hizo publicar la excomunión en toda la diócesis.
El conde Enrique pidió al papa que reformara la decisión del arzobispo y le envió dos embajadores, quienes afirmaron que los hombres del arzobispo habían cruzado primero la frontera y que los suyos habían invadido la tierra del arzobispo solo persiguiendo al ejército del prelado derrotado y puesto en fuga, y sostuvo que la excomunión era nula porque, antes de su pronunciamiento, el conde había manifestado su intención de apelar al Papa. Los embajadores del arzobispo afirmaron que esta notificación de apelación no era válida puesto que el conde había actuado posteriormente con hostilidad y recordó la iglesia quemada, los hombres asesinados, los prisioneros tomados y las demandas de rescate. Tras el desacuerdo entre las dos partes, el papa pidió una investigación al arzobispo de Tours y obispo de Autun para juzgar el asunto. Como el asunto se complicaba por los derechos feudales, el papa Alejandro III solicitó al rey de Francia Luis VII el Joven que juzgara o hiciera juzgar esta cuestión. El asunto terminó en 1171 o 1172 por medicación dde Luis VII el Joven, el arzobispo de Tours y el obispo de Autun, como quería el Papa.
El conde Enrique también tuvo una disputa de naturaleza desconocida con el obispo de Troyes,  Mateo. El asunto suscitó la indignación de un anónimo cronista contemporáneo que indica que el papa había sido solicitado.

### Final de su mandato

#### Nueva guerra contra Inglaterra
En 1167, la guerra se reanudó entre Luis VII de Francia y Enrique II de Inglaterra tras una disputa sobre la forma en que el dinero destinado a los Estados latinos de Oriente debía ser recolectado y enviado. Luis VII atacó a Normandía. Enrique II respondió atacando la Chaumont-en-Vexin donde estaba el principal arsenal francés. Se concluyó una tregua, y el conde Enrique fue responsable de negociar una paz final. Pero en la medida que el conde y el monarca inglés buscaban superarse mutuamente en astucia, resultaron en unas negociaciones inútiles.
En 1168, en Soissons, el conde Enrique y Felipe de Alsacia, el conde de Flandes, que se había unido a las negociaciones, presentó al rey una propuesta de paz, que este último aceptó. La paz solo llegó cuando 1169 cuando los dos monarcas se reconciliaron en Montmirail.
Pero la paz no duró mucho. Luis VII alentó las tensiones entre Enrique II y sus hijos Enrique el joven, Ricardo Corazón de León y Godofredo.
En 1173, el ejército francés, del cual Enrique y su hermano Teobaldo formaron parte, se asentaron en Verneuil antes de retirarse. Luego, en 1174, el ejército francés, del cual Enrique sigue siendo parte, empezó el asedio frente a Ruan, pero tuvo que retirarse debido a una comida. Pero finalmente, el 1 de abril de 1175, el príncipe inglés Enrique el Joven se reconcilia con su padre y le juró lealtad, con el vínculo del rey francés y varios barones franceses, incluido el conde Enrique.

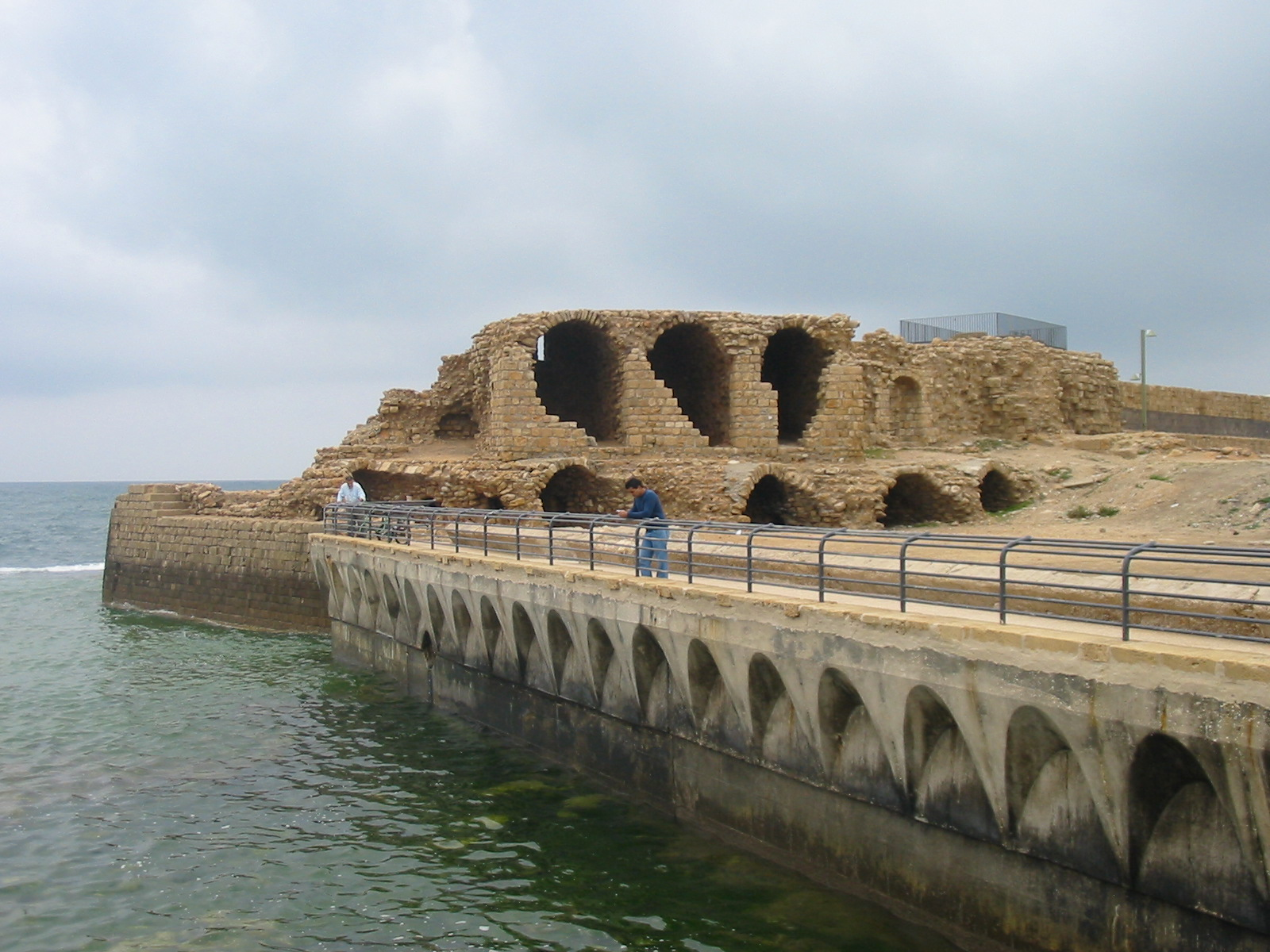
Ruinas de la fortaleza de San Juan de Acre.

#### Nueva cruzada
En 1177 o 1178, tras las exhortaciones de Enrique de Marcy, abad de Claraval, el conde Enrique decidió tomar la cruz por segunda vez durante una asamblea solemne. Hacia mediados de 1179, Enrique partió nuevamente a Jerusalén junto con un importante número de caballeros franceses, incluyendo a sus parientes Pedro de Courtenay (hermano de Luis VII) y Felipe de Dreux, obispo de Beauvais, Enrique de Granpré y su hermano Godofredo de Balan. Fue nombrado jefe natural de esta expedición.
Desde Troyes, pasa a través de Châtillon-sur-Seine y Dijon, donde visita la abadía de Saint-Bénigne, y probablemente se embarca en Marsella. En su camino, cruza en Brindisi con Guillermo de Tiro, arzobispo de Tiro e historiador de las cruzadas. Luego llega a San Juan de Acre. A su llegada, Saladino asedia la fortaleza de Tiberíades. Balduino IV, rey de Jerusalén, reúne a los cruzados en el ejército de los barones de Tierra Santa para rescatar el lugar. Pero la operación se ejecuta demasiado lentamente y Tiberiades cae en manos de los sarracenos. Desde un punto de vista militar, la expedición de Enrique no obtiene resultado.
Enrique visitó luego varios lugares sagrados: Jerusalén, Hebrón, Samaria y Nazaret, donde le hicieron varias regalos, dando luego la orden de partida. Regresó a Europa por tierra, a través de Asia Menor, y fue capturado por Kilij Arslan II, sultán selyúcida de Rüm junto a un grupo de compañeros que fueron masacrados. Hizo el voto de que si salía vivo, se comprometería a dar a la Catedral de Langres, cuyo patrón era San Mamés de Cesarea y había muerto a una distancia, una anualidad de treinta libras en las ferias de Bar-Sur-Aube. El rescate fue pagado por el emperador bizantino, y Enrique fue puesto en libertad. Reanudó su viaje por tierra, cruzó Iliria y llegó a Francia a finales de febrero de 1181.

#### Homenaje al nuevo rey francés
Una de las primeras visitas de Enrique desde su regreso de la Tierra Santa fue para su nuevo soberano Felipe Augusto (y que también es su sobrino), sucesor de Luis VII, que murió el 18 de septiembre de 1180, y que vivía en ese momento en Sens. El joven rey se proyectó entonces, a continuación de las solicitudes de Enrique II de Inglaterra, partir a la guerra contra el Imperio Germánico, con el pretexto de vengar el duque de Baviera, Enrique el León, que acababa de ser despojado de sus tierras por el emperador Federico I Barbarroja. El conde Enrique lo disuadió y le dijo que "no era ni ventajoso ni justo atacar a un soberano que nunca ha hecho mal, ni vuestro padre, ni a vos".

#### Fallecimiento del conde
Apenas regresó a Troyes, Enrique cae gravemente enfermo y sucumbe en una semana, la noche del 16 de marzo de 1181. Su hijo mayor Enrique II de Champaña lo sucede en el condado, pero este, que era aún menor, gobierna bajo la tutela de su madre y viuda de Enrique, María de Francia, hasta 1187.
El conde Enrique está enterrado en el corazón de la Iglesia Colegiata de Saint-Etienne en Troyes, de la cual quería hacer un lugar para el entierro de su familia y donde su viuda María le hizo levantar una magnífica tumba en bronce.

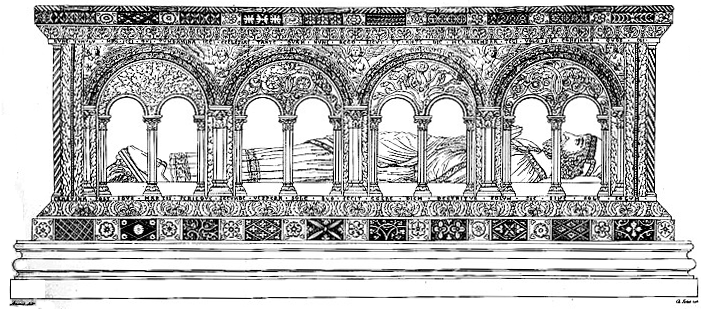
Tumba de Enrique el Liberal que tenía en la Colegiata San Esteban en Troyes.

## Política y administración
Enrique estableció su gobierno de forma ordenada sobre la nobleza de Champaña, llegando a contar con la ayuda de unos 2000 vasallos, lo que confería al conde un poder que pocos en Francia podían igualar. Además, esto convirtió a Champaña en un lugar seguro para los mercaderes, que se reunían en las ferias de Champaña patrocinadas por el conde. Champaña se convirtió así en un enclave privilegiado de las rutas comerciales de la Europa medieval.
Además, la corte condal, con sede en Troyes, se convirtió en un renombrado centro literario, siendo frecuentada por eruditos como Walter Map y Esteban de Alinerre, que llegaría a ser canciller del condado en 1176.

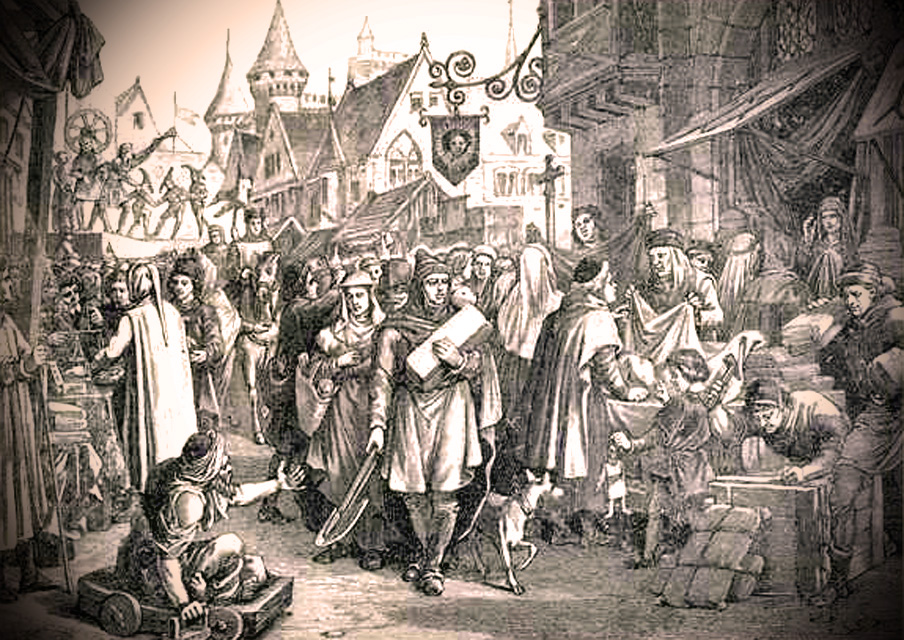
Feria de Champaña en el (grabado del).

### Ferias de Champaña
Sería durante el gobierno del conde Enrique I de Champaña cuando las ferias de Champaña experimentan un gran auge.
Continúa el trabajo de sus predecesores y conserva el ritmo de seis ferias repartidas durante el año garantizándose el acceso por el mismo conde de Champaña:
- En enero: Feria de los Inocentes en Lagny-Sur-Marne.
- De mediados de Cuaresma al Domingo de Pasión: feria de Bar-sur-Aube.
- En mayo: Feria de Saint-Quiriace de Provins.
- De finales de junio a mediados de julio: Feria cálida de Saint-Jean en Troyes.
- En septiembre y octubre: Feria de Saint-Ayoul en Provins.
- Desde principios de noviembre hasta la semana antes de Navidad: Feria fría de Saint-Remi en Troyes.

Gracias a sus relaciones con el emperador Federico Barbarroja, logró atraer a los grandes comerciantes alemanes a Champaña.

### Artes y literatura
Letrados y cultivados, el conde Enrique y su esposa conocían el latín y las artes liberales, y convirtieron su corte un verdadero centro cultural con un arte de vivir refinado.
Enrique asumió bajo su protección a clérigos expulsaron de Inglaterra con Tomás Becket, como Herbert de Bosham y Juan de Salisbury y frecuentó a teólogos de la abadía de Claraval y los clérigos de la región, como Pierre Le Mergeur, canónigo que será maestro parisino, o Pierre de Celle, futuro abad de Saint-Remi de Reims.
Desde 1160, Nicolas de Montiéramey, antiguo secretario Bernardo de Claraval, sería su bibliotecario. Poseía alrededor una veintena de manuscritos en latín y más de quince en lenguaje romance, tratando de historia antigua, bíblica y cristiana, de dialéctica o filosofía.
Su esposa María de Francia amaba, como su madre, Leonor de Aquitania, las obras de amores cortesanos y caballería, y protegió a trovadores y romanceros como Gace Brulé, Chrétien de Troyes, André le Chapelain, Gautier d'Arras, Guiot de Provins, Hugues III d'Oisy o Geoffroi de Villehardouin. Había conocido la corte letrada de Leonor de Aquitania en Poitiers y ella misma celebró una brillante corte de amor. Hoy se considera protector de la literatura y la ideología cortés.
La mayor parte de la biblioteca personal del conde Enrique I y su esposa María de Francia, se mantiene conservada en la Mediateca de Troyes. Es la biblioteca más antigua conocida de un gran príncipe feudal, testigo del nacimiento de la cultura cortés y caballeresca en el siglo XII.

## Familia

### Matrimonio y descendencia
En 1164, Enrique se había casado con María de Francia, hija de Luis VII y Leonor de Aquitania, con la que tuvo cuatro hijos:
- Escolástica (1172-1219), casada con Guillermo IV de Mâcon en 1183. La canción de gesta Girart de Vienne compuesta por un champañés pudo haberse escrito con ocasión de esta boda.
- Enrique II (1166–1197), conde de Champaña. Sucede a su padre, en primera instancia, en el trono condal. Después de que este se convirtiera en rey de Jerusalén, el hijo menor de Enrique el Liberal, Teobaldo, asumió el título.
- María de Champaña  (1174-1204), casada con Balduino I de Constantinopla y VI conde de Henao.
- Teobaldo III (1179–1201), conde de Champaña. Sucede a su hermano Enrique II en el condado.

### Hermanos
Enrique era el hijo mayor legítimo de Teobaldo II de Champaña y IV de Blois y de su esposa, Matilde de Carintia. Tenía varios hermanos:
- María de Champaña, que se casa con Odón II, duque de Borgoña.
- Teobaldo V, conde de Blois, Châteaudun y Chartres y Senescal de France.
- Isabel, que se casa con Roger III de Apulie, luego con Guillaume Goët de Montmirail.
- Esteban, conde de Sancerre.
- Guillermo de las Blancas Manos, obispo de Chartres, arzobispo de Sens luego arzobispo de Reims, cardenal y legado pontificio.
- Matilde, quien se casa con Rotrou IV, conde de Perche.
- Agnes de Bles-Champaña, quien se casa con Ronaldo II, conde de Bar.
- Adela de Champaña, quien se casa con Luis VII, rey de Francia, madre de Felipe Augusto.
- Margarita, monja en la abadía de Fontevraud.

Enrique tenía también, al menos, dos medios hermanos, hijos ilegítimos de Teobaldo II de Champaña:
- Hugo de Montfélix y Vanult, bastardo nacido en 1108 de un castillo de Possesse y fundador de la segunda casa de los señores de Pierrepont, que luego se convirtió en la tercera o cuarta casa de los condes de Roucy.[67]
- Hugo de Blois, monje en el monasterio de Tiron, abad de San Benet Holme entonces de Coutsetsey (función otorgada por su tío Enrique, rey de Inglaterra) entonces abad de Saint-Pierre de Lagny, lugar de entierro de su padre Teobaldo II de Champaña.[66]

### Genealogía simplificada de Enrique I de Champaña
: Rey

 : Conde de Blois

 : Conde de Champaña
|  |  |                      |                      |                      |                      |                      |                      |  |  |                     |                     |                     |                     |                     |                     |                    |                    |                     |                     |                     |                     |                       |                       |                       |                       |                         |                         |                         |                         |                         |                         |                       |                       |                          |                          |                          |                          |                          |                          |  |  |                        |                        |                        |                        |                        |                        |  |  |                           |                           |                           |                           |                           |                           |                     |                     |                                |                                |                                |                                |                                |                                |                     |                     |                         |                         |                         |                         |                         |                         |                     |                     |                        |                        |                        |                        |                        |                        |                     |                     |                         |                         |                         |                         |                         |                         |                       |                       |                              |                              |                              |                              |                              |                              |  |  |                          |                          |                          |                          |                          |                          |  |  |                   |                   |                   |                   |                   |                   |  |  |  |  |  |  |  |  |  |  |  |  |  |  |  |  |  |  |  |  |  |  |  |  |  |  |  |  |  |  |  |  |  |  |  |  |  |  |  |  |  |  |  |  |  |  |  |  |  |  |  |  |  |  |  |  |  |  |  |  |  |  |
|  |  |                      |                      |                      |                      |                      |                      |  |  |                     |                     |                     |                     |                     |                     |                    |                    | Esteban II de Blois | Esteban II de Blois | Esteban II de Blois | Esteban II de Blois | Esteban II de Blois   | Esteban II de Blois   |                       |                       |                         |                         |                         |                         |                         |                         |                       |                       | Adela de Normandía       | Adela de Normandía       | Adela de Normandía       | Adela de Normandía       | Adela de Normandía       | Adela de Normandía       |  |  | Uta de Passau          | Uta de Passau          | Uta de Passau          | Uta de Passau          | Uta de Passau          | Uta de Passau          |  |  | Engelberto II de Carintia | Engelberto II de Carintia | Engelberto II de Carintia | Engelberto II de Carintia | Engelberto II de Carintia | Engelberto II de Carintia |                     |                     | Guillermo X de Aquitania       | Guillermo X de Aquitania       | Guillermo X de Aquitania       | Guillermo X de Aquitania       | Guillermo X de Aquitania       | Guillermo X de Aquitania       |                     |                     | Leonor de Châtellerault | Leonor de Châtellerault | Leonor de Châtellerault | Leonor de Châtellerault | Leonor de Châtellerault | Leonor de Châtellerault |                     |                     | Luis VI de Francia     | Luis VI de Francia     | Luis VI de Francia     | Luis VI de Francia     | Luis VI de Francia     | Luis VI de Francia     |                     |                     | Adela de Saboya         | Adela de Saboya         | Adela de Saboya         | Adela de Saboya         | Adela de Saboya         | Adela de Saboya         |                       |                       | Alfonso VII de León          | Alfonso VII de León          | Alfonso VII de León          | Alfonso VII de León          | Alfonso VII de León          | Alfonso VII de León          |  |  | Berenguela de Barcelona  | Berenguela de Barcelona  | Berenguela de Barcelona  | Berenguela de Barcelona  | Berenguela de Barcelona  | Berenguela de Barcelona  |  |  |                   |                   |                   |                   |                   |                   |  |  |  |  |  |  |  |  |  |  |  |  |  |  |  |  |  |  |  |  |  |  |  |  |  |  |  |  |  |  |  |  |  |  |  |  |  |  |  |  |  |  |  |  |  |  |  |  |  |  |  |  |  |  |  |  |  |  |  |  |  |  |
|  |  |                      |                      |                      |                      |                      |                      |  |  |                     |                     |                     |                     |                     |                     |                    |                    | Esteban II de Blois | Esteban II de Blois | Esteban II de Blois | Esteban II de Blois | Esteban II de Blois   | Esteban II de Blois   |                       |                       |                         |                         |                         |                         |                         |                         |                       |                       | Adela de Normandía       | Adela de Normandía       | Adela de Normandía       | Adela de Normandía       | Adela de Normandía       | Adela de Normandía       |  |  | Uta de Passau          | Uta de Passau          | Uta de Passau          | Uta de Passau          | Uta de Passau          | Uta de Passau          |  |  | Engelberto II de Carintia | Engelberto II de Carintia | Engelberto II de Carintia | Engelberto II de Carintia | Engelberto II de Carintia | Engelberto II de Carintia |                     |                     | Guillermo X de Aquitania       | Guillermo X de Aquitania       | Guillermo X de Aquitania       | Guillermo X de Aquitania       | Guillermo X de Aquitania       | Guillermo X de Aquitania       |                     |                     | Leonor de Châtellerault | Leonor de Châtellerault | Leonor de Châtellerault | Leonor de Châtellerault | Leonor de Châtellerault | Leonor de Châtellerault |                     |                     | Luis VI de Francia     | Luis VI de Francia     | Luis VI de Francia     | Luis VI de Francia     | Luis VI de Francia     | Luis VI de Francia     |                     |                     | Adela de Saboya         | Adela de Saboya         | Adela de Saboya         | Adela de Saboya         | Adela de Saboya         | Adela de Saboya         |                       |                       | Alfonso VII de León          | Alfonso VII de León          | Alfonso VII de León          | Alfonso VII de León          | Alfonso VII de León          | Alfonso VII de León          |  |  | Berenguela de Barcelona  | Berenguela de Barcelona  | Berenguela de Barcelona  | Berenguela de Barcelona  | Berenguela de Barcelona  | Berenguela de Barcelona  |  |  |                   |                   |                   |                   |                   |                   |  |  |  |  |  |  |  |  |  |  |  |  |  |  |  |  |  |  |  |  |  |  |  |  |  |  |  |  |  |  |  |  |  |  |  |  |  |  |  |  |  |  |  |  |  |  |  |  |  |  |  |  |  |  |  |  |  |  |  |  |  |  |
|  |  |                      |                      |                      |                      |                      |                      |  |  |                     |                     |                     |                     |                     |                     |                    |                    |                     |                     |                     |                     |                       |                       |                       |                       |                         |                         |                         |                         |                         |                         |                       |                       |                          |                          |                          |                          |                          |                          |  |  |                        |                        |                        |                        |                        |                        |  |  |                           |                           |                           |                           |                           |                           |                     |                     |                                |                                |                                |                                |                                |                                |                     |                     |                         |                         |                         |                         |                         |                         |                     |                     |                        |                        |                        |                        |                        |                        |                     |                     |                         |                         |                         |                         |                         |                         |                       |                       |                              |                              |                              |                              |                              |                              |  |  |                          |                          |                          |                          |                          |                          |  |  |                   |                   |                   |                   |                   |                   |  |  |  |  |  |  |  |  |  |  |  |  |  |  |  |  |  |  |  |  |  |  |  |  |  |  |  |  |  |  |  |  |  |  |  |  |  |  |  |  |  |  |  |  |  |  |  |  |  |  |  |  |  |  |  |  |  |  |  |  |  |  |
|  |  |                      |                      |                      |                      |                      |                      |  |  |                     |                     |                     |                     |                     |                     |                    |                    |                     |                     |                     |                     |                       |                       |                       |                       |                         |                         |                         |                         |                         |                         |                       |                       |                          |                          |                          |                          |                          |                          |  |  |                        |                        |                        |                        |                        |                        |  |  |                           |                           |                           |                           |                           |                           |                     |                     |                                |                                |                                |                                |                                |                                |                     |                     |                         |                         |                         |                         |                         |                         |                     |                     |                        |                        |                        |                        |                        |                        |                     |                     |                         |                         |                         |                         |                         |                         |                       |                       |                              |                              |                              |                              |                              |                              |  |  |                          |                          |                          |                          |                          |                          |  |  |                   |                   |                   |                   |                   |                   |  |  |  |  |  |  |  |  |  |  |  |  |  |  |  |  |  |  |  |  |  |  |  |  |  |  |  |  |  |  |  |  |  |  |  |  |  |  |  |  |  |  |  |  |  |  |  |  |  |  |  |  |  |  |  |  |  |  |  |  |  |  |
|  |  |                      |                      |                      |                      |                      |                      |  |  |                     |                     | Guillermo de Sully  | Guillermo de Sully  | Guillermo de Sully  | Guillermo de Sully  | Guillermo de Sully | Guillermo de Sully |                     |                     |                     |                     | Enrique de Winchester | Enrique de Winchester | Enrique de Winchester | Enrique de Winchester | Enrique de Winchester   | Enrique de Winchester   |                         |                         |                         |                         | Esteban de Inglaterra | Esteban de Inglaterra | Esteban de Inglaterra    | Esteban de Inglaterra    | Esteban de Inglaterra    | Esteban de Inglaterra    |                          |                          |  |  | Teobaldo IV de Blois   | Teobaldo IV de Blois   | Teobaldo IV de Blois   | Teobaldo IV de Blois   | Teobaldo IV de Blois   | Teobaldo IV de Blois   |  |  |                           |                           |                           |                           | Matilde de Carintia       | Matilde de Carintia       | Matilde de Carintia | Matilde de Carintia | Matilde de Carintia            | Matilde de Carintia            |                                |                                |                                |                                |                     |                     |                         |                         |                         |                         | Leonor de Aquitania     | Leonor de Aquitania     | Leonor de Aquitania | Leonor de Aquitania | Leonor de Aquitania    | Leonor de Aquitania    |                        |                        | Luis VII de Francia    | Luis VII de Francia    | Luis VII de Francia | Luis VII de Francia | Luis VII de Francia     | Luis VII de Francia     |                         |                         | Constanza de Castilla   | Constanza de Castilla   | Constanza de Castilla | Constanza de Castilla | Constanza de Castilla        | Constanza de Castilla        |                              |                              |                              |                              |  |  |                          |                          |                          |                          |                          |                          |  |  |                   |                   |                   |                   |                   |                   |  |  |  |  |  |  |  |  |  |  |  |  |  |  |  |  |  |  |  |  |  |  |  |  |  |  |  |  |  |  |  |  |  |  |  |  |  |  |  |  |  |  |  |  |  |  |  |  |  |  |  |  |  |  |  |  |  |  |  |  |  |  |
|  |  |                      |                      |                      |                      |                      |                      |  |  |                     |                     | Guillermo de Sully  | Guillermo de Sully  | Guillermo de Sully  | Guillermo de Sully  | Guillermo de Sully | Guillermo de Sully |                     |                     |                     |                     | Enrique de Winchester | Enrique de Winchester | Enrique de Winchester | Enrique de Winchester | Enrique de Winchester   | Enrique de Winchester   |                         |                         |                         |                         | Esteban de Inglaterra | Esteban de Inglaterra | Esteban de Inglaterra    | Esteban de Inglaterra    | Esteban de Inglaterra    | Esteban de Inglaterra    |                          |                          |  |  | Teobaldo IV de Blois   | Teobaldo IV de Blois   | Teobaldo IV de Blois   | Teobaldo IV de Blois   | Teobaldo IV de Blois   | Teobaldo IV de Blois   |  |  |                           |                           |                           |                           | Matilde de Carintia       | Matilde de Carintia       | Matilde de Carintia | Matilde de Carintia | Matilde de Carintia            | Matilde de Carintia            |                                |                                |                                |                                |                     |                     |                         |                         |                         |                         | Leonor de Aquitania     | Leonor de Aquitania     | Leonor de Aquitania | Leonor de Aquitania | Leonor de Aquitania    | Leonor de Aquitania    |                        |                        | Luis VII de Francia    | Luis VII de Francia    | Luis VII de Francia | Luis VII de Francia | Luis VII de Francia     | Luis VII de Francia     |                         |                         | Constanza de Castilla   | Constanza de Castilla   | Constanza de Castilla | Constanza de Castilla | Constanza de Castilla        | Constanza de Castilla        |                              |                              |                              |                              |  |  |                          |                          |                          |                          |                          |                          |  |  |                   |                   |                   |                   |                   |                   |  |  |  |  |  |  |  |  |  |  |  |  |  |  |  |  |  |  |  |  |  |  |  |  |  |  |  |  |  |  |  |  |  |  |  |  |  |  |  |  |  |  |  |  |  |  |  |  |  |  |  |  |  |  |  |  |  |  |  |  |  |  |
|  |  |                      |                      |                      |                      |                      |                      |  |  |                     |                     |                     |                     |                     |                     |                    |                    |                     |                     |                     |                     |                       |                       |                       |                       |                         |                         |                         |                         |                         |                         |                       |                       |                          |                          |                          |                          |                          |                          |  |  |                        |                        |                        |                        |                        |                        |  |  |                           |                           |                           |                           |                           |                           |                     |                     |                                |                                |                                |                                |                                |                                |                     |                     |                         |                         |                         |                         |                         |                         |                     |                     |                        |                        |                        |                        |                        |                        |                     |                     |                         |                         |                         |                         |                         |                         |                       |                       |                              |                              |                              |                              |                              |                              |  |  |                          |                          |                          |                          |                          |                          |  |  |                   |                   |                   |                   |                   |                   |  |  |  |  |  |  |  |  |  |  |  |  |  |  |  |  |  |  |  |  |  |  |  |  |  |  |  |  |  |  |  |  |  |  |  |  |  |  |  |  |  |  |  |  |  |  |  |  |  |  |  |  |  |  |  |  |  |  |  |  |  |  |
|  |  |                      |                      |                      |                      |                      |                      |  |  |                     |                     |                     |                     |                     |                     |                    |                    |                     |                     |                     |                     |                       |                       |                       |                       |                         |                         |                         |                         |                         |                         |                       |                       |                          |                          |                          |                          |                          |                          |  |  |                        |                        |                        |                        |                        |                        |  |  |                           |                           |                           |                           |                           |                           |                     |                     |                                |                                |                                |                                |                                |                                |                     |                     |                         |                         |                         |                         |                         |                         |                     |                     |                        |                        |                        |                        |                        |                        |                     |                     |                         |                         |                         |                         |                         |                         |                       |                       |                              |                              |                              |                              |                              |                              |  |  |                          |                          |                          |                          |                          |                          |  |  |                   |                   |                   |                   |                   |                   |  |  |  |  |  |  |  |  |  |  |  |  |  |  |  |  |  |  |  |  |  |  |  |  |  |  |  |  |  |  |  |  |  |  |  |  |  |  |  |  |  |  |  |  |  |  |  |  |  |  |  |  |  |  |  |  |  |  |  |  |  |  |
|  |  |                      |                      |                      |                      |                      |                      |  |  |                     |                     |                     |                     |                     |                     |                    |                    |                     |                     |                     |                     |                       |                       |                       |                       |                         |                         |                         |                         |                         |                         |                       |                       |                          |                          |                          |                          |                          |                          |  |  |                        |                        |                        |                        |                        |                        |  |  |                           |                           |                           |                           |                           |                           |                     |                     |                                |                                |                                |                                |                                |                                |                     |                     |                         |                         |                         |                         |                         |                         |                     |                     |                        |                        |                        |                        |                        |                        |                     |                     |                         |                         |                         |                         |                         |                         |                       |                       |                              |                              |                              |                              |                              |                              |  |  |                          |                          |                          |                          |                          |                          |  |  |                   |                   |                   |                   |                   |                   |  |  |  |  |  |  |  |  |  |  |  |  |  |  |  |  |  |  |  |  |  |  |  |  |  |  |  |  |  |  |  |  |  |  |  |  |  |  |  |  |  |  |  |  |  |  |  |  |  |  |  |  |  |  |  |  |  |  |  |  |  |  |
|  |  |                      |                      |                      |                      |                      |                      |  |  |                     |                     |                     |                     |                     |                     |                    |                    |                     |                     |                     |                     |                       |                       |                       |                       |                         |                         |                         |                         |                         |                         |                       |                       |                          |                          |                          |                          |                          |                          |  |  |                        |                        |                        |                        |                        |                        |  |  |                           |                           |                           |                           |                           |                           |                     |                     |                                |                                |                                |                                |                                |                                |                     |                     |                         |                         |                         |                         |                         |                         |                     |                     |                        |                        |                        |                        |                        |                        |                     |                     |                         |                         |                         |                         |                         |                         |                       |                       |                              |                              |                              |                              |                              |                              |  |  |                          |                          |                          |                          |                          |                          |  |  |                   |                   |                   |                   |                   |                   |  |  |  |  |  |  |  |  |  |  |  |  |  |  |  |  |  |  |  |  |  |  |  |  |  |  |  |  |  |  |  |  |  |  |  |  |  |  |  |  |  |  |  |  |  |  |  |  |  |  |  |  |  |  |  |  |  |  |  |  |  |  |
|  |  | Alix de Francia      | Alix de Francia      | Alix de Francia      | Alix de Francia      | Alix de Francia      | Alix de Francia      |  |  | Teobaldo V de Blois | Teobaldo V de Blois | Teobaldo V de Blois | Teobaldo V de Blois | Teobaldo V de Blois | Teobaldo V de Blois |                    |                    | María de Champaña   | María de Champaña   | María de Champaña   | María de Champaña   | María de Champaña     | María de Champaña     |                       |                       | Esteban de Sancerre     | Esteban de Sancerre     | Esteban de Sancerre     | Esteban de Sancerre     | Esteban de Sancerre     | Esteban de Sancerre     |                       |                       | Matilde de Bles-Champaña | Matilde de Bles-Champaña | Matilde de Bles-Champaña | Matilde de Bles-Champaña | Matilde de Bles-Champaña | Matilde de Bles-Champaña |  |  | Agnes de Bles-Champaña | Agnes de Bles-Champaña | Agnes de Bles-Champaña | Agnes de Bles-Champaña | Agnes de Bles-Champaña | Agnes de Bles-Champaña |  |  | Adela de Champaña         | Adela de Champaña         | Adela de Champaña         | Adela de Champaña         | Adela de Champaña         | Adela de Champaña         |                     |                     | Guillermo de las Blancas Manos | Guillermo de las Blancas Manos | Guillermo de las Blancas Manos | Guillermo de las Blancas Manos | Guillermo de las Blancas Manos | Guillermo de las Blancas Manos |                     |                     | Enrique                 | Enrique                 | Enrique                 | Enrique                 | Enrique                 | Enrique                 |                     |                     | María de Francia       | María de Francia       | María de Francia       | María de Francia       | María de Francia       | María de Francia       |                     |                     | Margarita de Francia    | Margarita de Francia    | Margarita de Francia    | Margarita de Francia    | Margarita de Francia    | Margarita de Francia    |                       |                       |                              |                              |                              |                              |                              |                              |  |  |                          |                          |                          |                          |                          |                          |  |  |                   |                   |                   |                   |                   |                   |  |  |  |  |  |  |  |  |  |  |  |  |  |  |  |  |  |  |  |  |  |  |  |  |  |  |  |  |  |  |  |  |  |  |  |  |  |  |  |  |  |  |  |  |  |  |  |  |  |  |  |  |  |  |  |  |  |  |  |  |  |  |
|  |  | Alix de Francia      | Alix de Francia      | Alix de Francia      | Alix de Francia      | Alix de Francia      | Alix de Francia      |  |  | Teobaldo V de Blois | Teobaldo V de Blois | Teobaldo V de Blois | Teobaldo V de Blois | Teobaldo V de Blois | Teobaldo V de Blois |                    |                    | María de Champaña   | María de Champaña   | María de Champaña   | María de Champaña   | María de Champaña     | María de Champaña     |                       |                       | Esteban de Sancerre     | Esteban de Sancerre     | Esteban de Sancerre     | Esteban de Sancerre     | Esteban de Sancerre     | Esteban de Sancerre     |                       |                       | Matilde de Bles-Champaña | Matilde de Bles-Champaña | Matilde de Bles-Champaña | Matilde de Bles-Champaña | Matilde de Bles-Champaña | Matilde de Bles-Champaña |  |  | Agnes de Bles-Champaña | Agnes de Bles-Champaña | Agnes de Bles-Champaña | Agnes de Bles-Champaña | Agnes de Bles-Champaña | Agnes de Bles-Champaña |  |  | Adela de Champaña         | Adela de Champaña         | Adela de Champaña         | Adela de Champaña         | Adela de Champaña         | Adela de Champaña         |                     |                     | Guillermo de las Blancas Manos | Guillermo de las Blancas Manos | Guillermo de las Blancas Manos | Guillermo de las Blancas Manos | Guillermo de las Blancas Manos | Guillermo de las Blancas Manos |                     |                     | Enrique                 | Enrique                 | Enrique                 | Enrique                 | Enrique                 | Enrique                 |                     |                     | María de Francia       | María de Francia       | María de Francia       | María de Francia       | María de Francia       | María de Francia       |                     |                     | Margarita de Francia    | Margarita de Francia    | Margarita de Francia    | Margarita de Francia    | Margarita de Francia    | Margarita de Francia    |                       |                       |                              |                              |                              |                              |                              |                              |  |  |                          |                          |                          |                          |                          |                          |  |  |                   |                   |                   |                   |                   |                   |  |  |  |  |  |  |  |  |  |  |  |  |  |  |  |  |  |  |  |  |  |  |  |  |  |  |  |  |  |  |  |  |  |  |  |  |  |  |  |  |  |  |  |  |  |  |  |  |  |  |  |  |  |  |  |  |  |  |  |  |  |  |
|  |  |                      |                      |                      |                      |                      |                      |  |  |                     |                     |                     |                     |                     |                     |                    |                    |                     |                     |                     |                     |                       |                       |                       |                       |                         |                         |                         |                         |                         |                         |                       |                       |                          |                          |                          |                          |                          |                          |  |  |                        |                        |                        |                        |                        |                        |  |  |                           |                           |                           |                           |                           |                           |                     |                     |                                |                                |                                |                                |                                |                                |                     |                     |                         |                         |                         |                         |                         |                         |                     |                     |                        |                        |                        |                        |                        |                        |                     |                     |                         |                         |                         |                         |                         |                         |                       |                       |                              |                              |                              |                              |                              |                              |  |  |                          |                          |                          |                          |                          |                          |  |  |                   |                   |                   |                   |                   |                   |  |  |  |  |  |  |  |  |  |  |  |  |  |  |  |  |  |  |  |  |  |  |  |  |  |  |  |  |  |  |  |  |  |  |  |  |  |  |  |  |  |  |  |  |  |  |  |  |  |  |  |  |  |  |  |  |  |  |  |  |  |  |
|  |  |                      |                      |                      |                      |                      |                      |  |  |                     |                     |                     |                     |                     |                     |                    |                    |                     |                     |                     |                     |                       |                       |                       |                       |                         |                         |                         |                         |                         |                         |                       |                       |                          |                          |                          |                          |                          |                          |  |  |                        |                        |                        |                        |                        |                        |  |  |                           |                           |                           |                           |                           |                           |                     |                     |                                |                                |                                |                                |                                |                                |                     |                     |                         |                         |                         |                         |                         |                         |                     |                     |                        |                        |                        |                        |                        |                        |                     |                     |                         |                         |                         |                         |                         |                         |                       |                       |                              |                              |                              |                              |                              |                              |  |  |                          |                          |                          |                          |                          |                          |  |  |                   |                   |                   |                   |                   |                   |  |  |  |  |  |  |  |  |  |  |  |  |  |  |  |  |  |  |  |  |  |  |  |  |  |  |  |  |  |  |  |  |  |  |  |  |  |  |  |  |  |  |  |  |  |  |  |  |  |  |  |  |  |  |  |  |  |  |  |  |  |  |
|  |  | Luis de Blois        | Luis de Blois        | Luis de Blois        | Luis de Blois        | Luis de Blois        | Luis de Blois        |  |  | Margarita de Blois  | Margarita de Blois  | Margarita de Blois  | Margarita de Blois  | Margarita de Blois  | Margarita de Blois  |                    |                    | Hugo III de Borgoña | Hugo III de Borgoña | Hugo III de Borgoña | Hugo III de Borgoña | Hugo III de Borgoña   | Hugo III de Borgoña   |                       |                       | Guillermo I de Sancerre | Guillermo I de Sancerre | Guillermo I de Sancerre | Guillermo I de Sancerre | Guillermo I de Sancerre | Guillermo I de Sancerre |                       |                       | Godofredo III de Perche  | Godofredo III de Perche  | Godofredo III de Perche  | Godofredo III de Perche  | Godofredo III de Perche  | Godofredo III de Perche  |  |  | Teobaldo I de Bar      | Teobaldo I de Bar      | Teobaldo I de Bar      | Teobaldo I de Bar      | Teobaldo I de Bar      | Teobaldo I de Bar      |  |  | Felipe II de Francia      | Felipe II de Francia      | Felipe II de Francia      | Felipe II de Francia      | Felipe II de Francia      | Felipe II de Francia      |                     |                     | Guillermo IV de Mâcon          | Guillermo IV de Mâcon          | Guillermo IV de Mâcon          | Guillermo IV de Mâcon          | Guillermo IV de Mâcon          | Guillermo IV de Mâcon          |                     |                     | Escolástica de Champaña | Escolástica de Champaña | Escolástica de Champaña | Escolástica de Champaña | Escolástica de Champaña | Escolástica de Champaña |                     |                     | Enrique II de Champaña | Enrique II de Champaña | Enrique II de Champaña | Enrique II de Champaña | Enrique II de Champaña | Enrique II de Champaña |                     |                     | María de Champaña       | María de Champaña       | María de Champaña       | María de Champaña       | María de Champaña       | María de Champaña       |                       |                       | Balduino I de Constantinopla | Balduino I de Constantinopla | Balduino I de Constantinopla | Balduino I de Constantinopla | Balduino I de Constantinopla | Balduino I de Constantinopla |  |  | Teobaldo III de Champaña | Teobaldo III de Champaña | Teobaldo III de Champaña | Teobaldo III de Champaña | Teobaldo III de Champaña | Teobaldo III de Champaña |  |  | Blanca de Navarra | Blanca de Navarra | Blanca de Navarra | Blanca de Navarra | Blanca de Navarra | Blanca de Navarra |  |  |  |  |  |  |  |  |  |  |  |  |  |  |  |  |  |  |  |  |  |  |  |  |  |  |  |  |  |  |  |  |  |  |  |  |  |  |  |  |  |  |  |  |  |  |  |  |  |  |  |  |  |  |  |  |  |  |  |  |  |  |
|  |  | Luis de Blois        | Luis de Blois        | Luis de Blois        | Luis de Blois        | Luis de Blois        | Luis de Blois        |  |  | Margarita de Blois  | Margarita de Blois  | Margarita de Blois  | Margarita de Blois  | Margarita de Blois  | Margarita de Blois  |                    |                    | Hugo III de Borgoña | Hugo III de Borgoña | Hugo III de Borgoña | Hugo III de Borgoña | Hugo III de Borgoña   | Hugo III de Borgoña   |                       |                       | Guillermo I de Sancerre | Guillermo I de Sancerre | Guillermo I de Sancerre | Guillermo I de Sancerre | Guillermo I de Sancerre | Guillermo I de Sancerre |                       |                       | Godofredo III de Perche  | Godofredo III de Perche  | Godofredo III de Perche  | Godofredo III de Perche  | Godofredo III de Perche  | Godofredo III de Perche  |  |  | Teobaldo I de Bar      | Teobaldo I de Bar      | Teobaldo I de Bar      | Teobaldo I de Bar      | Teobaldo I de Bar      | Teobaldo I de Bar      |  |  | Felipe II de Francia      | Felipe II de Francia      | Felipe II de Francia      | Felipe II de Francia      | Felipe II de Francia      | Felipe II de Francia      |                     |                     | Guillermo IV de Mâcon          | Guillermo IV de Mâcon          | Guillermo IV de Mâcon          | Guillermo IV de Mâcon          | Guillermo IV de Mâcon          | Guillermo IV de Mâcon          |                     |                     | Escolástica de Champaña | Escolástica de Champaña | Escolástica de Champaña | Escolástica de Champaña | Escolástica de Champaña | Escolástica de Champaña |                     |                     | Enrique II de Champaña | Enrique II de Champaña | Enrique II de Champaña | Enrique II de Champaña | Enrique II de Champaña | Enrique II de Champaña |                     |                     | María de Champaña       | María de Champaña       | María de Champaña       | María de Champaña       | María de Champaña       | María de Champaña       |                       |                       | Balduino I de Constantinopla | Balduino I de Constantinopla | Balduino I de Constantinopla | Balduino I de Constantinopla | Balduino I de Constantinopla | Balduino I de Constantinopla |  |  | Teobaldo III de Champaña | Teobaldo III de Champaña | Teobaldo III de Champaña | Teobaldo III de Champaña | Teobaldo III de Champaña | Teobaldo III de Champaña |  |  | Blanca de Navarra | Blanca de Navarra | Blanca de Navarra | Blanca de Navarra | Blanca de Navarra | Blanca de Navarra |  |  |  |  |  |  |  |  |  |  |  |  |  |  |  |  |  |  |  |  |  |  |  |  |  |  |  |  |  |  |  |  |  |  |  |  |  |  |  |  |  |  |  |  |  |  |  |  |  |  |  |  |  |  |  |  |  |  |  |  |  |  |
|  |  |                      |                      |                      |                      |                      |                      |  |  |                     |                     |                     |                     |                     |                     |                    |                    |                     |                     |                     |                     |                       |                       |                       |                       |                         |                         |                         |                         |                         |                         |                       |                       |                          |                          |                          |                          |                          |                          |  |  |                        |                        |                        |                        |                        |                        |  |  |                           |                           |                           |                           |                           |                           |                     |                     |                                |                                |                                |                                |                                |                                |                     |                     |                         |                         |                         |                         |                         |                         |                     |                     |                        |                        |                        |                        |                        |                        |                     |                     |                         |                         |                         |                         |                         |                         |                       |                       |                              |                              |                              |                              |                              |                              |  |  |                          |                          |                          |                          |                          |                          |  |  |                   |                   |                   |                   |                   |                   |  |  |  |  |  |  |  |  |  |  |  |  |  |  |  |  |  |  |  |  |  |  |  |  |  |  |  |  |  |  |  |  |  |  |  |  |  |  |  |  |  |  |  |  |  |  |  |  |  |  |  |  |  |  |  |  |  |  |  |  |  |  |
|  |  |                      |                      |                      |                      |                      |                      |  |  |                     |                     |                     |                     |                     |                     |                    |                    |                     |                     |                     |                     |                       |                       |                       |                       |                         |                         |                         |                         |                         |                         |                       |                       |                          |                          |                          |                          |                          |                          |  |  |                        |                        |                        |                        |                        |                        |  |  |                           |                           |                           |                           |                           |                           |                     |                     |                                |                                |                                |                                |                                |                                |                     |                     |                         |                         |                         |                         |                         |                         |                     |                     |                        |                        |                        |                        |                        |                        |                     |                     |                         |                         |                         |                         |                         |                         |                       |                       |                              |                              |                              |                              |                              |                              |  |  |                          |                          |                          |                          |                          |                          |  |  |                   |                   |                   |                   |                   |                   |  |  |  |  |  |  |  |  |  |  |  |  |  |  |  |  |  |  |  |  |  |  |  |  |  |  |  |  |  |  |  |  |  |  |  |  |  |  |  |  |  |  |  |  |  |  |  |  |  |  |  |  |  |  |  |  |  |  |  |  |  |  |
|  |  | Teobaldo VI de Blois | Teobaldo VI de Blois | Teobaldo VI de Blois | Teobaldo VI de Blois | Teobaldo VI de Blois | Teobaldo VI de Blois |  |  | María de Avesnes    | María de Avesnes    | María de Avesnes    | María de Avesnes    | María de Avesnes    | María de Avesnes    |                    |                    | Odón III de Borgoña | Odón III de Borgoña | Odón III de Borgoña | Odón III de Borgoña | Odón III de Borgoña   | Odón III de Borgoña   |                       |                       | Luis I de Sancerre      | Luis I de Sancerre      | Luis I de Sancerre      | Luis I de Sancerre      | Luis I de Sancerre      | Luis I de Sancerre      |                       |                       | Tomás de Perche          | Tomás de Perche          | Tomás de Perche          | Tomás de Perche          | Tomás de Perche          | Tomás de Perche          |  |  | Enrique II de Bar      | Enrique II de Bar      | Enrique II de Bar      | Enrique II de Bar      | Enrique II de Bar      | Enrique II de Bar      |  |  | Luis VIII de Francia      | Luis VIII de Francia      | Luis VIII de Francia      | Luis VIII de Francia      | Luis VIII de Francia      | Luis VIII de Francia      |                     |                     |                                |                                |                                |                                | Gerardo II de Mâcon            | Gerardo II de Mâcon            | Gerardo II de Mâcon | Gerardo II de Mâcon | Gerardo II de Mâcon     | Gerardo II de Mâcon     |                         |                         |                         |                         |                     |                     |                        |                        |                        |                        |                        |                        |                     |                     | Juana de Constantinopla | Juana de Constantinopla | Juana de Constantinopla | Juana de Constantinopla | Juana de Constantinopla | Juana de Constantinopla |                       |                       | Margarita de Constantinopla  | Margarita de Constantinopla  | Margarita de Constantinopla  | Margarita de Constantinopla  | Margarita de Constantinopla  | Margarita de Constantinopla  |  |  | Teobaldo I de Navarra    | Teobaldo I de Navarra    | Teobaldo I de Navarra    | Teobaldo I de Navarra    | Teobaldo I de Navarra    | Teobaldo I de Navarra    |  |  | María             | María             | María             | María             | María             | María             |  |  |  |  |  |  |  |  |  |  |  |  |  |  |  |  |  |  |  |  |  |  |  |  |  |  |  |  |  |  |  |  |  |  |  |  |  |  |  |  |  |  |  |  |  |  |  |  |  |  |  |  |  |  |  |  |  |  |  |  |  |  |
|  |  | Teobaldo VI de Blois | Teobaldo VI de Blois | Teobaldo VI de Blois | Teobaldo VI de Blois | Teobaldo VI de Blois | Teobaldo VI de Blois |  |  | María de Avesnes    | María de Avesnes    | María de Avesnes    | María de Avesnes    | María de Avesnes    | María de Avesnes    |                    |                    | Odón III de Borgoña | Odón III de Borgoña | Odón III de Borgoña | Odón III de Borgoña | Odón III de Borgoña   | Odón III de Borgoña   |                       |                       | Luis I de Sancerre      | Luis I de Sancerre      | Luis I de Sancerre      | Luis I de Sancerre      | Luis I de Sancerre      | Luis I de Sancerre      |                       |                       | Tomás de Perche          | Tomás de Perche          | Tomás de Perche          | Tomás de Perche          | Tomás de Perche          | Tomás de Perche          |  |  | Enrique II de Bar      | Enrique II de Bar      | Enrique II de Bar      | Enrique II de Bar      | Enrique II de Bar      | Enrique II de Bar      |  |  | Luis VIII de Francia      | Luis VIII de Francia      | Luis VIII de Francia      | Luis VIII de Francia      | Luis VIII de Francia      | Luis VIII de Francia      |                     |                     |                                |                                |                                |                                | Gerardo II de Mâcon            | Gerardo II de Mâcon            | Gerardo II de Mâcon | Gerardo II de Mâcon | Gerardo II de Mâcon     | Gerardo II de Mâcon     |                         |                         |                         |                         |                     |                     |                        |                        |                        |                        |                        |                        |                     |                     | Juana de Constantinopla | Juana de Constantinopla | Juana de Constantinopla | Juana de Constantinopla | Juana de Constantinopla | Juana de Constantinopla |                       |                       | Margarita de Constantinopla  | Margarita de Constantinopla  | Margarita de Constantinopla  | Margarita de Constantinopla  | Margarita de Constantinopla  | Margarita de Constantinopla  |  |  | Teobaldo I de Navarra    | Teobaldo I de Navarra    | Teobaldo I de Navarra    | Teobaldo I de Navarra    | Teobaldo I de Navarra    | Teobaldo I de Navarra    |  |  | María             | María             | María             | María             | María             | María             |  |  |  |  |  |  |  |  |  |  |  |  |  |  |  |  |  |  |  |  |  |  |  |  |  |  |  |  |  |  |  |  |  |  |  |  |  |  |  |  |  |  |  |  |  |  |  |  |  |  |  |  |  |  |  |  |  |  |  |  |  |  |

## Títulos
| Predecesor: Teobaldo II de Champaña | Conde de Champaña 1152 - 1181 (29 años) | Sucesor: Enrique II de Champaña |